# Biogeografi
Biogeografi är läran om organismers geografiska utbredning. Inom biogeografin är man intresserad av de sammanhang som kan förklara den geografiska utbredningen av nulevande organismer. Organismers geografiska utbredning kan vara beroende av diverse anledningar, så som olika klimat-, vegetations- och terrängförhållanden som skapar olika barriärer och begränsar ett levnadsområde. Andra barriärer kan skapas med hjälp av naturkatastrofer, plattektonik eller havsnivåförändringar.
Paleobiogeografi är inriktad på fossila fynd och spår.